# اکستازی بزرگ رابرت کارمایکل
اکستازی بزرگ رابرت کارمایکل (انگلیسی: The Great Ecstasy of Robert Carmichael) فیلمی در ژانر جنایی است که در سال ۲۰۰۵ منتشر شد.